# 井川町島
井川町島（いかわちょうしま）は、徳島県三好市の町名。郵便番号は779-4803。

## 地理
三好市の北東部に位置。東は井川町中村流、西は井川町八幡、南は井川町吉岡、北は吉野川を挟んで三好郡東みよし町とそれぞれ接する。
地域のほとんどが田畑であり、人口は比較的少ない。最寄り駅はJR徳島線の辻駅である。

### 河川
- 吉野川
- 中村谷川

## 歴史
- 2006年（平成18年）3月1日 - 三好郡井川町が三野町・池田町・山城町・東祖谷山村・西祖谷山村と合併して三好市が発足し、現在の町名となる。

## 世帯数と人口
2021年（令和3年）11月30日現在の世帯数と人口は以下の通りである。
| 町丁     | 世帯数 | 人口 |
| -------- | ------ | ---- |
| 井川町島 | 6世帯  | 11人 |

## 交通

### 鉄道
- 最寄り駅はJR徳島線の辻駅。